# Střetnutí u základny Shank
Ke střetnutí u základny Shank došlo 1. října 2008 v afghánské provincii Lógar, přibližně čtyři kilometry od mezinárodní základny Shank.
Patrola českých vojáků čítající 21 osob a 4 vozidla Humvee měla za úkol najít místa, ze kterých protivník raketami ostřeluje domovskou základnu Shank. Během přesunu po silnici Georgia dostala jednotka rozkaz ze silnice odbočit na náhradní trasu.
Po nějaké době se patrola dostala do vyschlého koryta řeky, kde jedno z vozidel zapadlo. Při vyprošťování vozidla byla patrola napadena ze vzdálenosti přibližně 200 metrů střelbou z ručních zbraní a protitankovými granáty. Čeští vojáci palbu opětovali především střelbou z věží vozidel.
Přestřelka trvala přibližně 20 minut a vyžádala si 7 zraněných vojáků a 3 mrtvé útočníky, s největší pravděpodobností se jednalo o bojovníky Tálibánu. Během ústupu z místa incidentu jedno z vozidel Humvee zapadlo tak, že jej už nebylo možné rychle vytáhnout. Vojáci proto zapadlé vozidlo zničili, aby nepadlo do rukou nepřátel.